# 拉克倫·斯科特
拉克倫·斯科特（Lachlan Scott，1997年4月15日—）是澳大利亞的一位職業足球運動員，在場上的位置是前鋒。他現在效力於A聯賽球隊西雪梨流浪者足球俱樂部。他在2016年轉會西雪梨流浪者。斯科特也代表澳大利亞U23國家足球隊參賽。

## 外部連結
- Soccerway資料庫：拉克倫·斯科特